# Burg Oeffingen
Die sogenannte Burg Oeffingen ist eine vollständig abgegangene mittelalterliche Burg in Oeffingen, einem Ortsteil der Stadt Fellbach im baden-württembergischen Rems-Murr-Kreis. Über die ehemalige Befestigungsanlage ist so gut wie nichts bekannt; die Lage unklar.

## Lage und Geschichte
Wahrscheinlich lag die ehemalige Burganlage auf einer Bergnase (Höhe ca. 273 m) zwischen Neckar- und Weidachtal nordwestlich von Oeffingen.
Von der Burg haben sich nur spärliche archivalische Belege erhalten. Im 19. Jahrhundert gab es in Oeffingen die Flurbezeichnung Burgweg, der von Oeffingen Richtung Aldingen am Neckar führte. Memminger erwähnt in der Beschreibung des Oberamts Cannstatt ein altes Lagerbuch, in dem 18 Morgen Feld „am Burggraben“ zwischen dem „Oeffinger Breiten Weg und dem Aldinger Weg“ erwähnt wird. Nur durch diesen Namen kann noch auf die einstige Existenz einer mittelalterlichen Befestigung geschlossen werden. Da keinerlei oberirdische Reste mehr sichtbar sind, kann über das Aussehen der Anlage nur spekuliert werden. Nach R. Beckmann weisen erhaltene Gerichtsakten von 1558 auf ein Gebäude auf einem Hügel hin. Daher könnte es sich um eine Mottenanlage gehandelt haben.